# Gangloff (Unternehmen)
Die Gangloff AG war ein mittelständischer Schweizer Familienbetrieb zur Herstellung von Luftseilbahnen, Eisenbahn-Rollmaterial, Nutzfahrzeug-Karosserien und -Anhängern. Das an der Freiburgstrasse 170 in Bern-Holligen domizilierte Unternehmen war früher zudem ein bekannter Anbieter von Aufbauten für Reise- und Linienbusse im ÖPNV, letztere auch als Oberleitungsfahrzeuge. Das Unternehmen hatte seine Wurzeln in einem bedeutenden Genfer Karosseriebauunternehmen, welches Sonderaufbauten für die meisten führenden europäischen Automarken herstellte.

## Geschichte

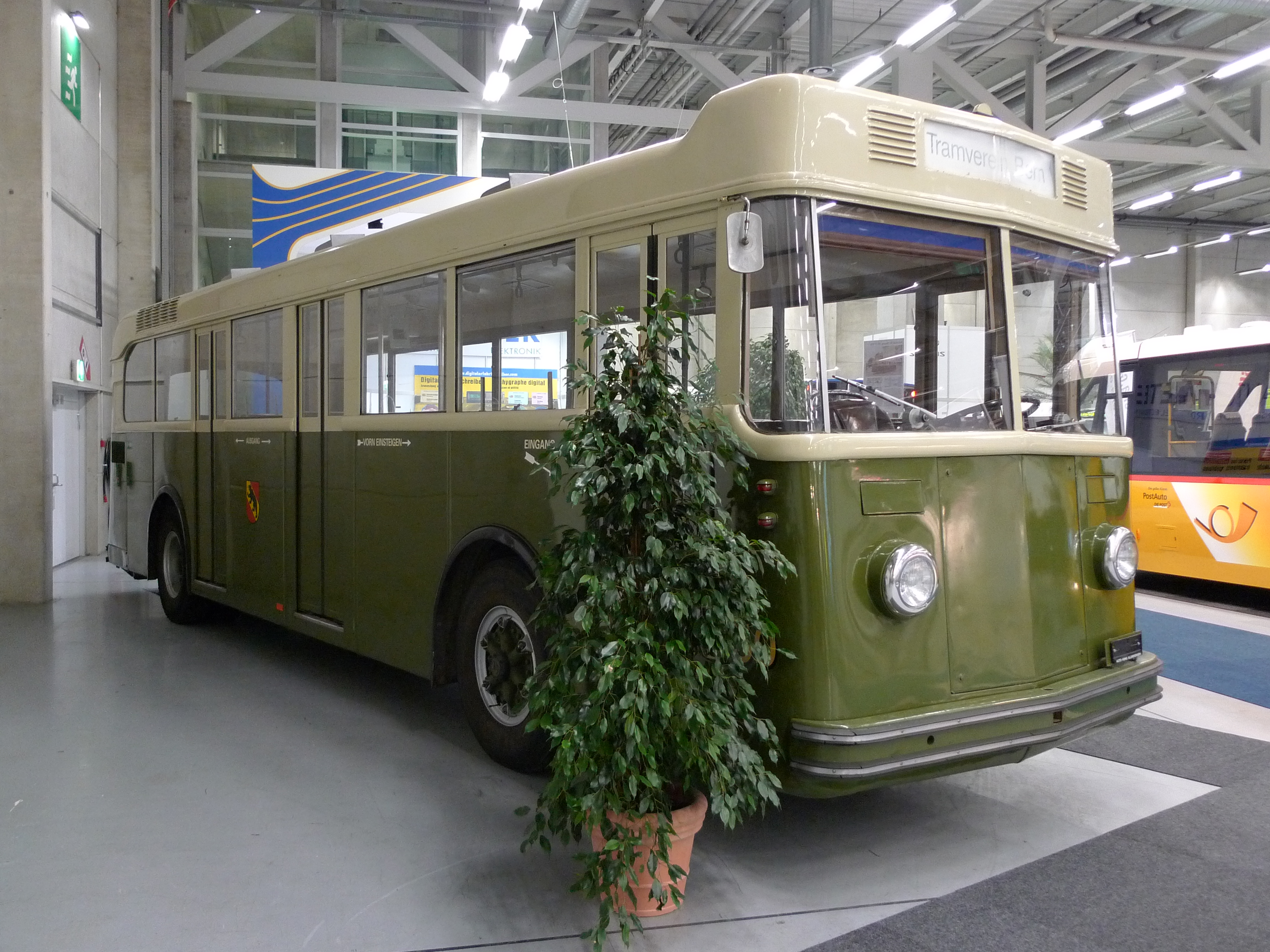
Saurer-Autobus 4H CT1D; Aufbau von Gangloff mit 32/30 Sitz- und 28 Stehplätzen

Gegründet wurde die Gangloff AG 1928 als Berner Zweigbetrieb der Carrosserie Georges Gangloff in Genf, einem der damals bedeutendsten Schweizer Hersteller von Personenwagenkarosserien in Einzel- und Kleinserienfertigung. Schon ein Jahr später wurden auch die ersten Wagen für eine Standseilbahn gebaut.
Nach der Insolvenz des Mutterhauses 1936 entstand aus dessen Anlagen in Genf die Carrosserie de Sécheron SA (1936–1967). Die Berner Niederlassung wurde von Robert von Muralt übernommen und als Neue Carrosserie Gangloff AG verselbständigt.
Nachdem der Bau individueller Automobilkarosserien auch in der Schweiz in der Folge der Weltwirtschaftskrise praktisch zum Erliegen gekommen war, konzentrierte man sich neben dem erwähnten Rollmaterial für Standseilbahnen auf Aufbauten für Trolleybusse, Autobusse und Nutzfahrzeuge sowie Lastwagen-Anhängerbau. In den 1950er und 1960er Jahren gehörte Gangloff zu den Marktführern in diesem mittlerweile aufgegebenen Bereich. In den 1970er Jahren kamen die ersten Luftseilbahn-Kabinen dazu. Heute fahren Kabinen von Gangloff zum Beispiel auf den Zugerberg und den Niesen. Die Stanserhorn-Bahn erhielt ferner die erste Cabrio-Seilbahn der Welt.
Eine 1919 von Georges Gangloff in Frankreich gegründete Niederlassung erlangte als Carrosserie Gangloff (Colmar) in den 1920er und 1930er Jahren hohes internationales Ansehen mit dem Bau von Karosserien für Bugatti-Sportwagen. Dieser Betrieb war bereits 1930 selbständig geworden und bestand bis in die 1960er Jahre.
2014–2015 wurde die Gangloff AG aufgeteilt und die Bereiche einzeln verkauft.
- Gangloff AG wurde zur Immobiliengesellschaft Gangloff Immobilien AG umgewandelt.[4]
- Die Kabinenbausparte, Gangloff Cabins AG, wurde 2014 an die Flumser Bartholet Maschinenbau AG (BMF) verkauft.[5] BMF zügelte mit den Umlaufbahnkabinen nach Flums in ihr Hauptwerk. Ein Teilbereich davon (Gross- und Spezialkabinenbau, Service und Revision), ging 2018 von der BMF an die Calag Carrosserie Langenthal AG weiter.[6]
- Der Fahrzeugbau- und Carrosseriebereich, Carrosserie Gangloff AG, ging 2015 an die Calag Carrosserie Langenthal AG über.[7] Der Bereich inkl. der Mitarbeiter wurde 2016 ins bernische Langenthal, an den Standort der Calag Carrosserie Langenthal AG, integriert.

## Unternehmensgliederung
Das Unternehmen war zuletzt in drei Bereiche gegliedert.

### Gangloff Switzerland Cabins
Die Kabinenbausparte, Gangloff Cabins AG, wurde 2014 an die Flumser Bartholet Maschinenbau AG (BMF) in Flums SG verkauft und stellt Kabinen für Stand- und Luftseilbahnen und Eisenbahn-Rollmaterial her, das in der ganzen Welt zum Einsatz kommt.
2018 ging der gesamte Geschäftszweig Ersatzteildienst, Umbau- und Revisionen, Serviceleistungen sowie Spezialbauten an die Calag Carrosserie Langenthal AG über.

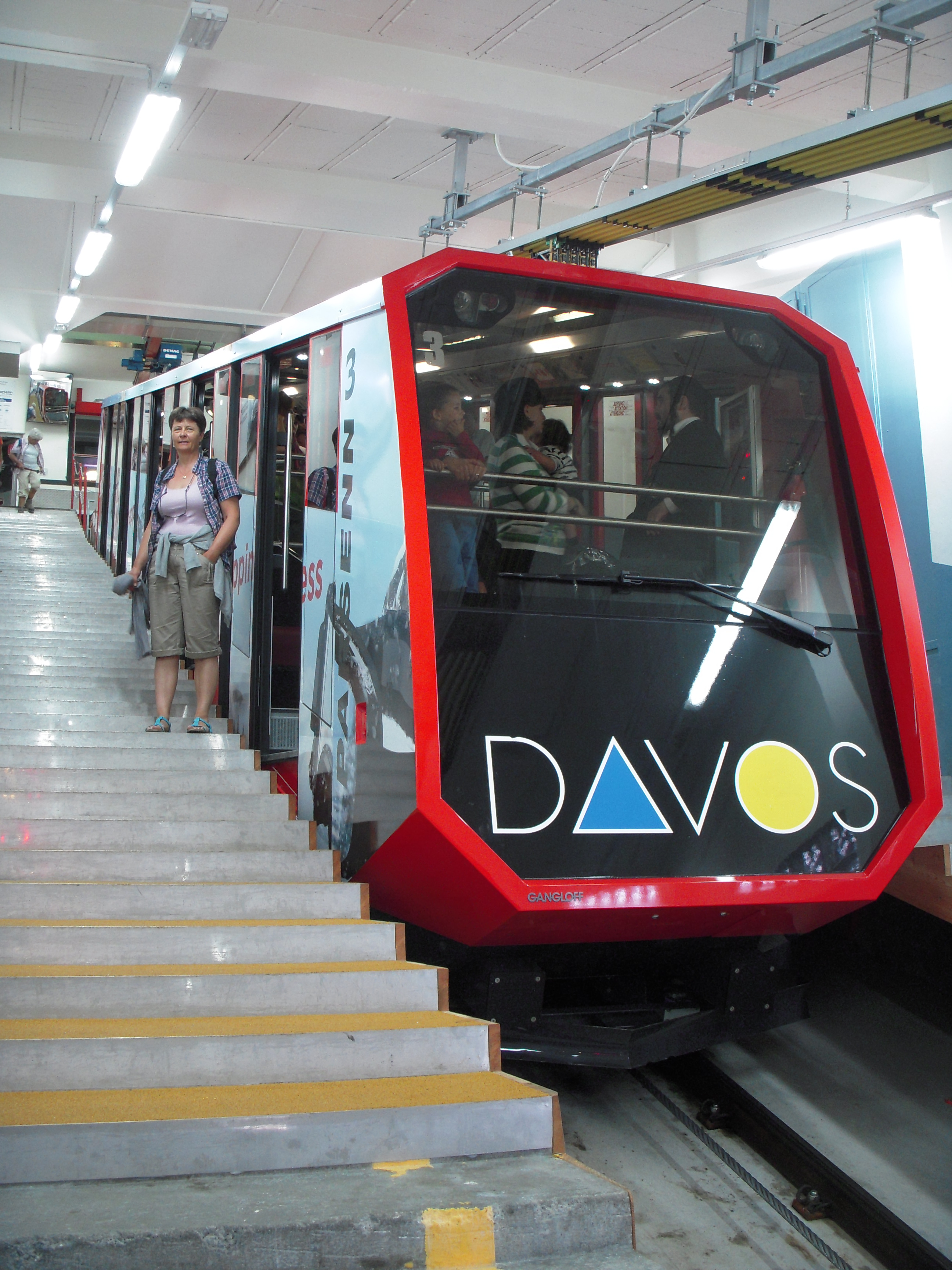
Kabine der neuen Parsennbahn
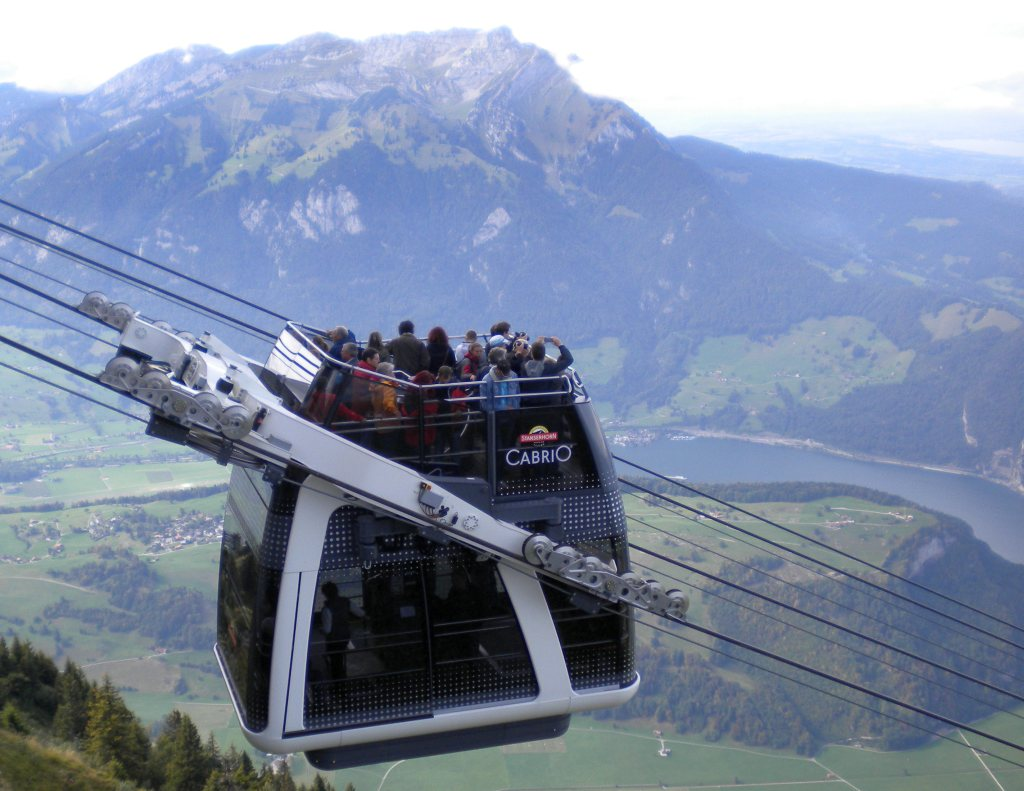
Die von Gangloff hergestellte Cabrio-Seilbahn auf das Stanserhorn
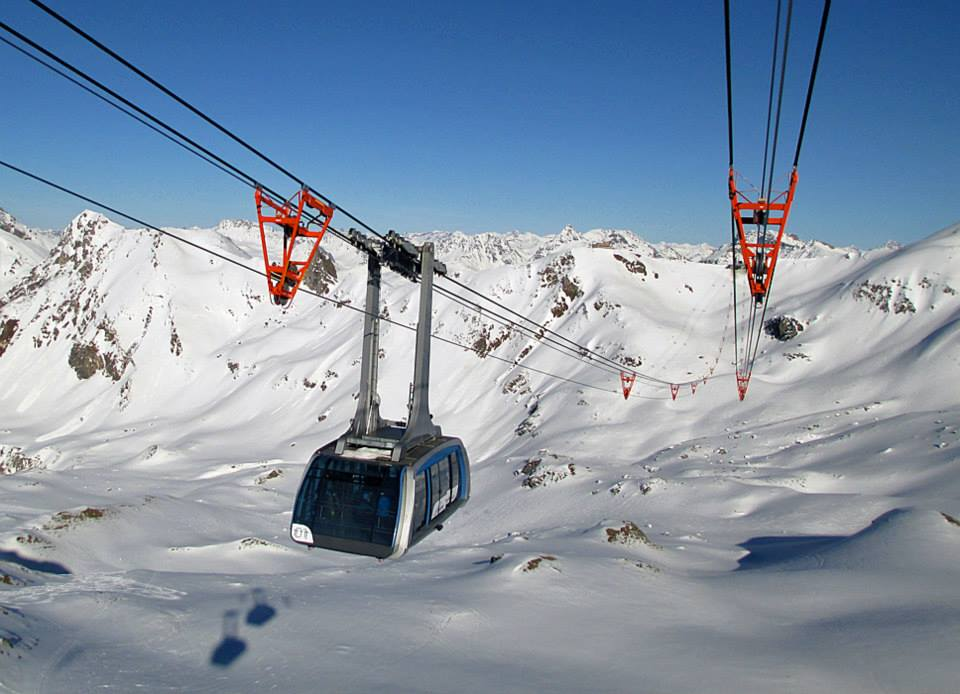
Eine der beiden Gangloff-Kabinen der Urdenbahn zwischen Arosa und Lenzerheide

### Gangloff Switzerland Trailers
Die Abteilung für Karosseriebau ging aus dem ursprünglichen Zweigbetrieb hervor und ist der älteste Teil des Unternehmens. Er ist im angestammten Bereich der Anfertigung von Aufbauten für Nutzfahrzeuge und Anhänger dazu tätig.

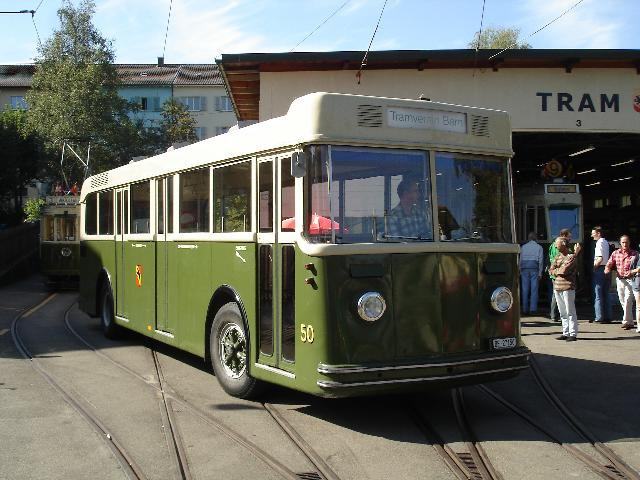
Saurer 4H CT1D mit Gangloff-Karosserie der Berner Verkehrsbetriebe (1941)
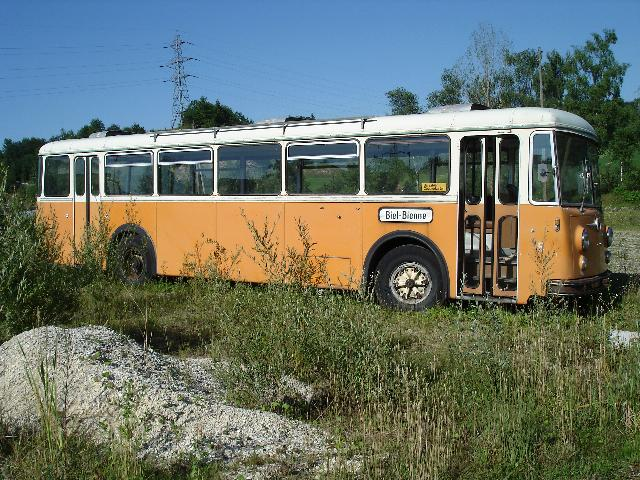
FBW EDU mit Gangloff-Karosserie der Autobusbetriebe Biel-Meinisberg (1960) mit 35 Sitz- und 47 Stehplätzen
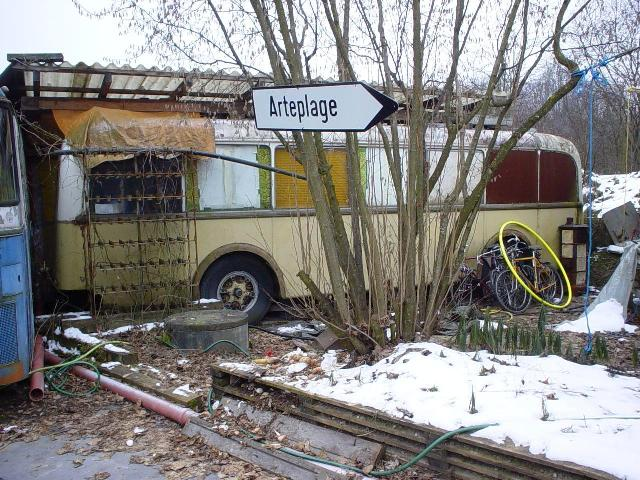
Gangloff-Trolleybusanhänger der Verkehrsbetriebe STI

Seit 2015 ist die Carrosserie Gangloff AG, inkl. Gangloff Trailers, im Besitz der Calag Carrosserie Langenthal AG. 2016 wurde die Werkstatt in Bern-Holligen geschlossen und die Arbeitsplätze am Calag Standort in Langenthal (BE) übernommen.

### Gangloff Carrosserie
Anfänglich dem Fahrzeugaufbau angegliedert, führte die Abteilung zunächst Karosseriereparaturen an Pkw und Lkw durch. Zum Angebot gehören Lackierungen, Speziallackierungen, Beschriftungen, Scheibenersatz und Oldtimer-Restaurierungen.
Auch der Carrosserie Bereich ging 2015 mit der Übernahme der Carrosserie Gangloff AG an die Calag Carrosserie Langenthal AG über.